# Heilig Kreuz (Mindelzell)

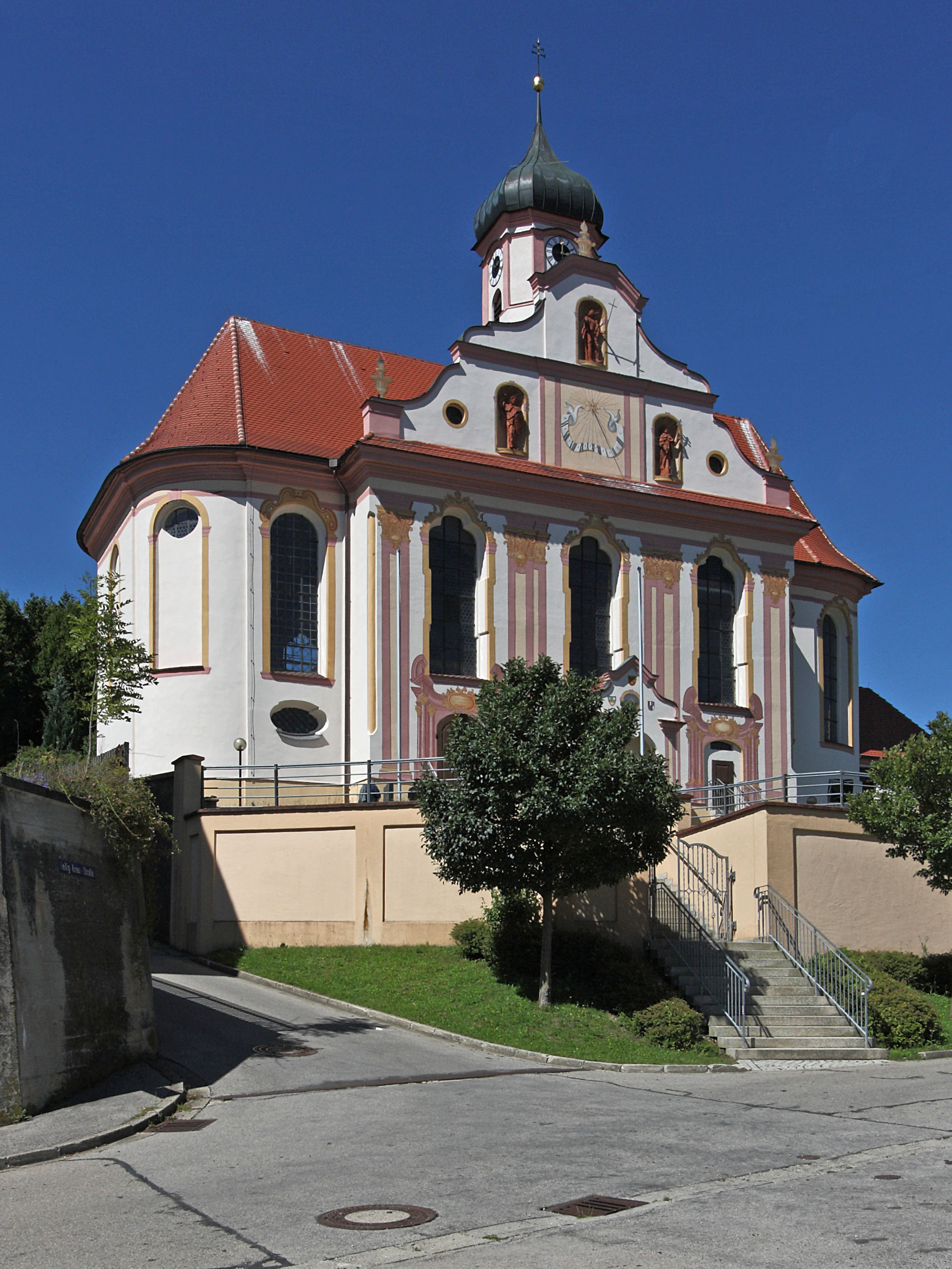
Heilig Kreuz in Mindelzell

Heilig Kreuz ist eine römisch-katholische Pfarr- und Wallfahrtskirche in Mindelzell, einem Gemeindeteil von Ursberg im schwäbischen Landkreis Günzburg in Bayern. Das denkmalgeschützte Bauwerk ist in der Liste der Baudenkmäler in Ursberg unter der Nr. D-7-74-116-17 eingetragen. Die Pfarrei gehört zum Dekanat Günzburg des Bistums Augsburg.

## Beschreibung
Die barocke Saalkirche wurde 1749/50 unter Abt Joseph III. Seitz anstelle des mittelalterlichen Vorgängerbaus errichtet. Sie besteht aus einem Langhaus mit gerundeten Ecken im Westen, das an den Längsseiten von Risaliten flankiert wird, die mit Schweifgiebeln bedeckt sind, einem eingezogenen, gerade geschlossenen Chor im Osten, an den die Sakristei angebaut ist und einem spätgotischen Chorflankenturm auf quadratischem Grundriss neben dem Risalit an der Nordwand des Chors, der mit einem achteckigen Geschoss aufgestockt und der mit einer Zwiebelhaube bedeckt ist. Das östliche Joch des Langhauses ist mit einer Flachkuppel überspannt, das westliche Joch mit einer Flachdecke. 
Der Innenraum des Chors ist mit einer Pendentifkuppel überspannt. Über dem Chorbogen befindet sich das Wappen des Klosters Ursberg. Die Fresken im Chor stammen von Franz Martin Kuen. Auf dem Altarretabel des Hochaltars ist die Kreuzigung Christi dargestellt. Die Statuen des Constantius I. und der Helena werden Christoph Rodt zugeschrieben.